# Verónica Sukaczer
Verónica Sukaczer (Buenos Aires, 1968) es una escritora y periodista argentina, reconocida por su obra para jóvenes lectores.

## Trayectoria
En 1989 se recibió de periodista en el Instituto Grafotécnico. Al poco tiempo ya colaboraba en el diario La Nación. Desde entonces colabora en diversos medios gráficos y digitales, entre ellos el diario Clarín, la revista Billiken y el diario Río Negro.
También se ha desempeñado como editora, creando colecciones de libros en las editoriales Elevé Ediciones Juveniles y Galerna Infantil.
Actualmente coordina talleres literarios de narrativa.
Debido a la discapacidad auditiva que la acompaña desde la infancia, le importa en particular la divulgación del tema y asesora y escribe sobre discapacidad. En 2007 se diplomó en Logogenia a través del Colegio de Logogenistas del INAH de México D.F.

## Libros para niños y jóvenes
- Periodismo. Buenos Aires: Albatros. 1992. ISBN 9789502405971. Colección Supertemas para chicos
- Alas para la paloma. Buenos Aires: Colihue. 1994. ISBN 9789505814695. Ilustrado por Rosa Mercedes González. Colección El Pajarito remendado.
- Vuelta al mundo. Buenos Aires: Santillana. 2001. ISBN 9789504610281.
- El inventor de puertas. Buenos Aires: Editorial Sigmar. 2009. ISBN 9789501126013. Colección Telaraña.
- Hay que ser animal. Barcelona: Grupo Editorial Norma. 2009. ISBN 9789875455443. Colección Torre de papel.
- Nunca confíes en una computadora - y otros cuentos informáticos. México: Santillana : Alfaguara. 2009. ISBN 9786071101082. Ilustrado por Ricardo Fuhrmann.
- Nunca salgas desconectado. Córdoba (Argentina): Comunic-Arte. 2010. ISBN 9789876021302. Ilustrado por Mónica Weiss.
- Relatos en gatonés. Buenos Aires: Ediciones Pequeña Aldea. 2010. ISBN 9789871301430. Ilustrado por Pablo Tambuscio.
- La cena del dinosaurio. Buenos Aires: Ediciones Del Naranjo. 2011. ISBN 9789871343362.
- La última palabra. Buenos Aires: Grupo Editorial Norma. 2012. ISBN 9789875453005. Colección Zona Libre.
- Shemaparin, la lengua perdida. Buenos Aires: Sigmar. 2012. ISBN 9789501132830. Ilustrado por Florencia Cassano. Colección Telaraña.
- El probador de espejos. Buenos Aires: EDEBE. 2012. ISBN 9789876890021.
- Lindo día para volar. Pcia. de Buenos Aires: Editorial SM. 2013. ISBN 9789875737952.
- El libro de Zezé. Buenos Aires: Editorial Atlántida. 2013. ISBN 9789500841658.
- Mundos en venta. Buenos Aires: Editorial Galerna Infantil. 2013. ISBN 9789505566020.
- La memoria de todos. Buenos Aires: Elevé Ediciones. 2015. ISBN 9789872872656. Colección Ave del Paraíso.
- Los nombres prestados. Ciudad de Mexico: Nube de Tinta. 2018. ISBN 9786075294780.
- Historia de dos ratas que comían libros. Buenos Aires: Grupo Editorial Norma. 2018. ISBN 9789875457591. Ilustrado por Cristian Bernardini.
- Nueve ratas en busca de un cuento. Buenos Aires: Grupo Editorial Norma. 2018. ISBN 9789875457027.
- Acá y allá. Buenos Aires: Editorial del Naranjo. 2019. ISBN 9789873854873. Ilustrado por Eugenia Nobati. Colección Luna de azafrán.
- Te veo en la luna. Pcia. de Buenos Aires: Editorial SM. 2019. ISBN 9789877319798.
- Siempre nos estamos yendo. Buenos Aires: Nube de Tinta. 2021. ISBN 9789871997503.

## Libros para adultos
- ¿Sobreviviremos a nuestros adolescentes?, Indie Libros (digital)
- Mal de familia (cuentos para adultos), Ediciones de la Flor

## Premios y distinciones
- 2016 Los destacados de Alija, mención especial en novela juvenil editada durante 2015 por Los nombres prestados.[3]
- 2014 Premio Konex, diploma al mérito en la disciplina Literatura Juvenil.[4]
- 2014 Los destacados de Alija, mejor libro de cuentos editado durante 2013, por La memoria de todos.[5]
- 2014 Premio Nacional de Literatura Infantil y Juvenil La Hormiguita Viajera a libro del año por La memoria de todos.
- 2012 Segundo Premio Nacional de Literatura categoría Literatura Infantil por Hay que ser animal.[1]
- 2009 Mención especial del jurado del Premio Sigmar de Literatura Infantil y Juvenil  por El inventor de puertas.
- 2007 Segundo premio del Cuarto Concurso Internacional de Cuentos para Niños de EducaRed e Imaginaria por El gran espectáculo.
- 1992 Primer premio del Concurso Colihue de cuentos para chicos por Alas para la Paloma.